# Lac de Urrá
Le lac de Urrá (espagnol : Represa de Betania) est un lac de barrage situé dans le département de Córdoba, en Colombie.  

## Géographie
Le lac de Urrá est situé à 95 km au sud-ouest de la ville de Montería, chef-lieu du département, sur le cours du río Sinú. Il est entièrement compris dans la municipalité de Tierralta. 
Avec un volume de 1 740 millions de m3, c'est la deuxième plus importante retenue d'eau du pays derrière le lac de Betania.